# O miłości ojczyzny

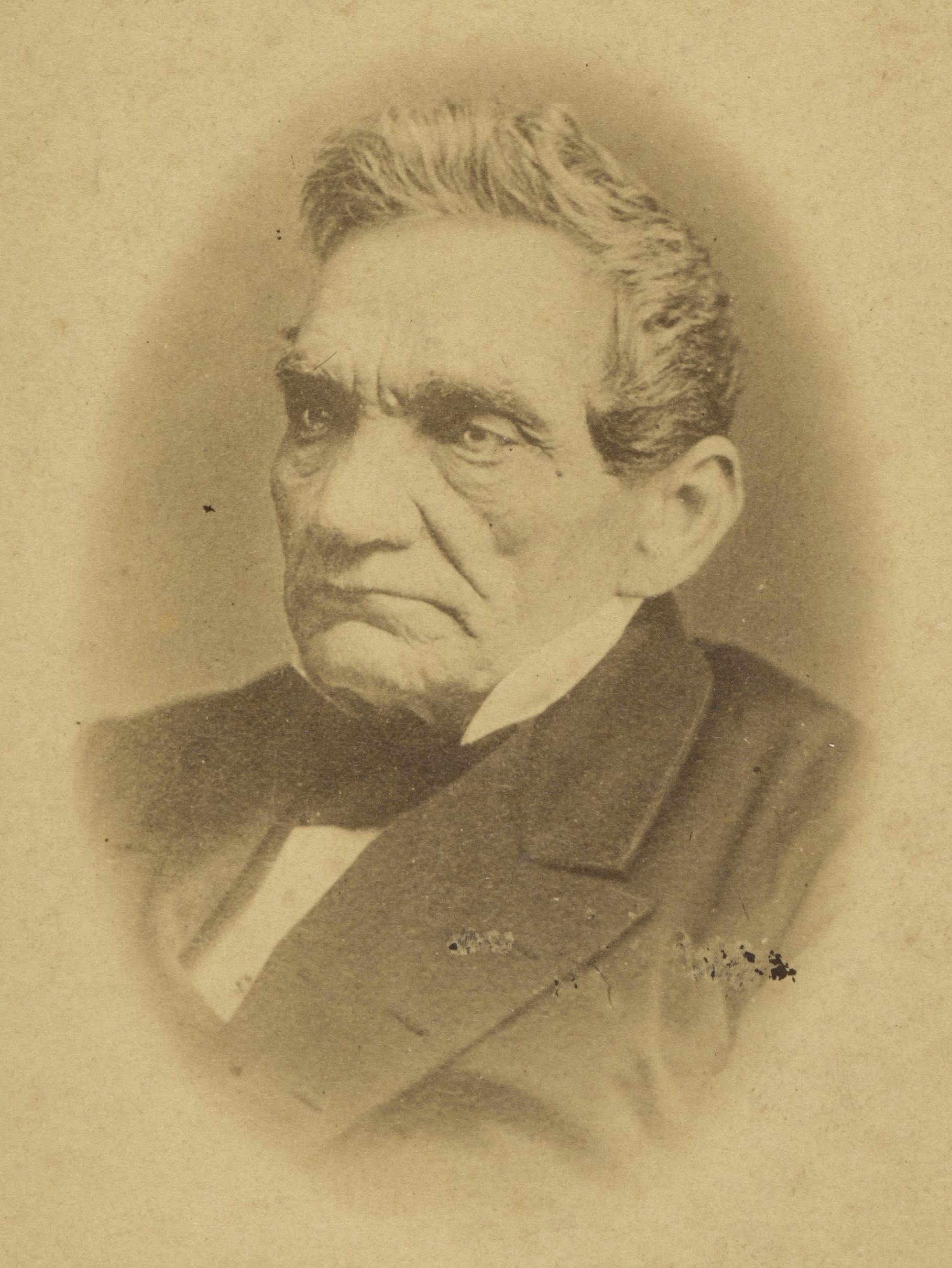
Karol Libelt – autor dzieła

O miłości ojczyzny – rozprawa Karola Libelta z 1844.
Praca poświęcona jest zdefiniowaniu i scharakteryzowaniu uczucia miłości do własnego kraju, które autor określa jako przelanie podmiotu miłości w jej przedmiot i nie widzi poza tym żadnych różnic w stosunku do innych rodzajów miłości. Zjednoczenie podmiotu i przedmiotu i jest więc symptomem miłości jako takiej, a zjednoczenie przez miłość staje się nowym sposobem bytowania podmiotu – on w przedmiocie swej miłości po prostu żyje.
Jako i pierwszy i najważniejszy składnik pojęcia ojczyzny wskazuje Libelt ziemię. Jako trzy sposoby pozostawania w jedności z ziemią definiuje bezpośrednie fizyczne powinowactwo, poznanie kraju oraz jedność w drodze posiadania ziemi. Ogniwem, które przewodniczy w bezpośrednim powinowactwie jest pokarm wydawany przez ziemię, także woda i powietrze. Dary te bezpośrednio wnikają w człowieka, powodując, że jest on rzeczywistą skibą i tą drogą kocha ojczyznę. Libelt uważa, że stopień miłości do ojczyzny jest u różnych narodów uzależniony od ich związków z ziemią. W tym kontekście najbardziej miłującymi swą ojczyznę narodami są ludy rolnicze, związane głęboko z ziemią, a uczucie to jest słabsze u narodów przemysłowych i handlowych, a zwłaszcza u nadbrzeżnych i wyspiarskich, które przemysł i handel w odległe kraje prowadzi i od ziemi ojczystej odrywa. Tak więc ziemia to główna podstawa miłości ojczyzny, z czym wiąże się z kolei pragnienie jej dogłębnego poznania, co pogłębia jedność z ziemią. Ważnym zadaniem jest zatem zachęcanie młodzieży do wszechstronnego poznawania kraju ojczystego, jego historii i geografii. Zwiedzanie ojczyzny jest religijnym obowiązkiem, natomiast godną napiętnowania praktyką – wysyłanie dzieci za granicę, na naukę, czy studia.
Autor wielokrotnie podnosi konieczność jedności wewnątrznarodowej, jako elementu miłości ojczyzny: pokrewieństwo ziemi z narodem tworzy znowu pokrewieństwo narodu między sobą i obudza miłość, jaka się z tego powodu między rodakami objawia. Naukę miłości postrzega jako upatrywanie miłości w jedności, która jest uprzednia w stosunku do miłości. Apelując o jedność wewnętrzną prosił o objęcie miłością całego narodu, bez względu na stan społeczny, czy klasę.
Jako kolejny motyw skłaniający do miłości ojczyzny wskazał miłość praw, w których znajduje się cząstka woli ludzkiej. Wola ta jednocześnie reprezentuje obywatela, jak i wnika w ustawę (prawo) i ją stwarza, tworząc węzeł łączący w jedność prawa i ich twórców. Bardzo istotnym składnikiem miłości ojczyzny jest relacja własności, w jaką wchodzi podmiot w stosunku do ojczyzny za pomocą aktu stanowienia prawa. Im bardziej w danym kraju ustrój jest demokratyczny, tym bardziej ojczyzna jest własnością narodu oraz poszczególnych obywateli. Celem więc Libelta było wprowadzenie jak najdemokratyczniejszych rządów, realizujących jak najrozleglejszą własność, a co za tym idzie jak najściślejszą jedność między podmiotem i przedmiotem miłości.
Jedność z ojczyzną najlepiej realizuje się według autora w duchowych i żywotnych składnikach ojczyzny, w tym przede wszystkim w narodowości, która tkwi w samej jednostce ludzkiej i w niej ma swoje źródło: w ubiorze, w obrzędach, uroczystościach, i w całym zakresie domowego życia. Jako przykład podaje siłę oddziaływania ojczystej pieśni. Narodowość szuka więc narodowości, a gdy ją znajdzie rodzi się miłość będąca dziełem zjednoczenia. Miłość ojczyzny stanowi naturalne rozszerzenie miłości rodziców, co znajduje często odzwierciedlenie w ich ostatniej woli, kiedy to ojciec zaleca dzieciom ukochanie ojczyzny.
W swej rozprawie Libelt, prawdopodobnie jako pierwszy na świecie, sformułował pojęcie inteligencji jako grupy społecznej, która z racji swojego wykształcenia winna przewodzić narodowi. Zalecił przeprowadzanie procesu wyłaniania elity narodowej na podstawie gotowości kompetencyjnej i moralnej do podjęcia służby społeczeństwu, a nie, jak to było wcześniej, na zasadzie dokooptowania do elity przez elitę. Napisał, że inteligencję stanowią [...] ci wszyscy, co troskliwsze i rozleglejsze odebrawszy po szkołach wyższych wychowanie, stają na czele narodu jako uczeni, urzędnicy, nauczyciele, duchowni, przemysłowi zgoła, którzy mu przewodzą wskutek wyższej swojej oświaty.
W 2006 została przygotowana przez Wydawnictwo Poznańskiego Towarzystwa Przyjaciół Nauk nowa edycja dzieła w serii Klasycy Nauki Poznańskiej, redagowanej przez Alicję Pihan-Kijasową.